# Кривуші
Кри́вуші — село в Україні, у Кременчуцькому районі Полтавської області. Входить до складу Піщанської сільської громади. Населення становить 1100 осіб.

## Географія
Село розташоване на лівому березі річки Дніпро, вище за течією на відстані 1,5 км розташоване село Самусіївка, нижче за течією межує з містом Кременчук. Також межує з селом Михайленки.

## Історія
Село Кривуші за століття утворилося в результаті об'єднання ряду хуторів: Ревівкі, Яцинівкі, Горіславкі, Лобойківка, Сталівкі (Василівки), Гапелівкі, Ковалівки, Олександрівки (Олександрівського хутора), Німцівкі, Трофушівкі, Дроботівкі. Хутори Сталівка (Василівка) і Гапелівка (ще Кошара) були поміщицькими, решта козачі, вільні. Хутір Гапелівка, що складався з декількох дворів, перебував на полі між елеватором і Піщаним гранітним кар'єром, у період колективізації був знесений, залишки його були знесені в 1935–1936 роках і розорані.

### У складі Російської імперії
1764 року село передано до складу Дніпровського пікінерського полку Новоросійської губернії, а з 1783 року увійшло до складу Кременчуцького повіту Катеринославського намісництва.
У червні 1787 року під час подорожі російської імператриці Катерини II по Україні, коли вона відвідала Кременчук, у селі Кривуші проводилися великі маневри російських військ під керівництвом О. В. Суворова. На маневрах була присутня Катерина II та її іноземні гості.
1789 року у зв'язку з великою повінню повітові установи були перенесені з Кременчука до Городища (з того року перейменоване в Градизьк), і село увійшло до складу Градизького повіту Київського намісництва.
З 1796 року село ввійшло до складу Кременчуцького повіту Малоросійської губернії (з центром у місті Чернігові), а з 1802 року — того ж повіту але у складі Полтавської губернії.
1810 року село значилося як козачі «приміські хутори», іменовані Кривушанськими. 1893 року в селі на гроші, зібрані сільською громадою, була куплена земля і на ній відкрито Яциновське кладовище. До цього ховали померлих кожен на своїй садибі або на родових кладовищах.
На Реївці була церковно-приходська школа, у якій до революції 1917 року кривушанські діти навчалися грамоти.

### Дворянські маєтки в Кривушах
До 1917 року в Кривушах було кілька дворянських дач-маєтків, у тому числі великий маєток (до 100 десятин землі) поміщика Антошина, земля якого була уздовж Дніпра від Лобойківки до Сталівки і «Стовбинівщини», а також у районі Власівки. По периметру його землі був двометровий рів, який місцями зберігся до наших днів. Між Дроботівкою і Самусієвкою, біля Дніпра, була дача полковника царської армії Тріщива (тепер там проходить нафтопровід «Дружба» та інші магістралі). За розповідями його сучасників, він відмовився від пропозиції перейти служити в Червону Армію, мотивуючи свою відмову тим що присягав на вірність цареві. Помер у злиднях, але присяги не зрадив. Така вірність присязі, як відомо, була характерна для більшості офіцерів російської армії. Дотримувалися вони її свято. Онук полковника Терещева, був командиром Червоної Армії — льотчик і загинув у перші дні Німецько-радянської війни.
Маєток Антошина після революції 1917 року було розграбовано, спалено; до наших днів збереглися тільки залишки льоху (льодовика). У маєтку Терещева знаходився дитячий будинок, потім до війни військовий табір. Будівля (без прибудови) сучасної Кривушанської школи та територія за ним — це дача генеральші, прізвище якої вже ніхто не пам'ятає. У довоєнні роки поруч було друге невелике довгасте будівлю школи. Там раніше перебував маєток дворян Остроградських.
У Кривушах в дореволюційні роки ще були дачі відомого лікаря-хірурга, А. Т. Богаєвського (Богаєвщина), військового лікаря-генерала у відставці, учасника російсько-турецької війни 1877–1878 рр. і звільнення Болгарії від османського ярма І. Н. Хілецького (Хілещина), ветеринарного лікаря Стовбіна, лютих, Золотарьова (на Дроботівці). В основному це були небагаті дворяни — лікарі, офіцери, генерали служили в Кременчуці.

### Визвольні змагання
Після жовтневого перевороту село займали війська УНР, гетьманці, більшовики, німецько-австрійські війська, денікінці, григор'ївці, махновці.
Остаточну владу отримали радянські окупанти.

### Радянська влада
Школа в селі була відкрита відразу після встановлення Радянської влади. При школі був відразу організований лікнеп (курси з ліквідації неписьменності) для дорослих. Хто навчився писати і рахувати, і міг розписатися, вважався грамотним.
З березня 1923 року село входило до складу Кохнівського, потім деякий час відносилося до Потоцького району, потім до Кременчуцького міськради, а з 1939 року в складі Кременчуцького району.
У 1920–1922 роках ця територія входила до складу Кременчуцької губернії, а в 1923–1925 роках Кременчуцького округу Полтавської губернії, в 1925–1930 роках Кременчуцького округу, з лютого 1932 по вересень 1933 року — Харківської області, з 22 вересня 1937 року і по теперішній час до Полтавської області.
У 1929 році зі складу села відійшли хутір Олександрівський, Ревівка (Реївка), частина Щербаківки, друга її частина (по дорозі на хлібну базу) була приєднана до Кременчука в 1953 році.
У період репресій у 1937–1938 роках в селі було репресовано (розстріляно) понад 10 чоловік. Це Гирич Роман, Гриценко Павло, Гориславець Никанор, Портянік, Скороход та інші. В основному, тих, хто служив в армії противників радянської влади.
У 1937–1939 роках був побудований елеватор (130 хлібна база), який у зв'язку з відступом Червоної Армії був спалений за наказом Ставки Верховного Головнокомандувача І. В. Сталіна про те, щоб при відступі не залишати ворогові ні грама хліба, пального та інших цінностей. Згоріло все що могло згоріти. Зерно горіло більше року. Німці недогорілим вівсом годували наших військовополонених, у Кременчуцьких концтаборах. При відступі в 1943 р. окупанти все, що залишалося цілим, підпалювали, а бетонні споруди підірвали. Від старого елеватора нічого не залишилося.

### Друга світова війна
8 вересня 1941 року село було зайняте німцями.
До 1941 року, там де тепер загальноосвітня школа (навпроти затону), була казарма, вартове приміщення з охорони артскладах, кілька житлових і службових будинків. Територія була оточена двома рядами колючого дроту. При відступі гітлерівці в 1943 р. спалили артсклад, а вартове приміщення збереглося і використовувалося за призначенням після війни.
29 вересня 1943 року Кривуші зайняли радянські війська.

### Повоєнний час
Наприкінці 1950-х років село було визнане неперспективним. Колгосп села був перетворений в бригаду і приєднаний до Піщанському колгоспу. 1959 року було змінено територіальний устрій. Село ввійшло до складу Піщанської сільради.

### За часи Незалежності
Стрімке заселення села почалося з виділення пасовищ і орних земель під дачі. Багато хто з заможних і впливових людей нині прагнуть отримати в Кривушах земельну ділянку під забудову житла. За 1991–1996 роки майже вся орна земля села була роздана під садиби. У селі не залишилося пасовищ для худоби, орної землі.
До 2015 року орган місцевого самоврядування — Піщанська сільська рада.

## Населення
За переписом 1726–1729 років значитися село Кривуші Власівської сотні Миргородського полку — 65 дворів, вільні.
1859 року значитися хутір поміщицький та козацький на старому поштовому тракті Кременчук-Градизьк, біля Дніпра, за 2 версти від міста Кременчука, 123 подвір'я і 856 чоловік жителів.
1900 року в Кривушанській козацькій сільській громаді Кохнівської волості було 248 дворів і 1459 жителів. 
1911 року на хуторі Кривуші Кохнівської волості було 1371 житель.
За результатами Всесоюзного перепису 1926 року в селі було 805 дворів (господарств) і 3531 чоловік жителів.
1941 року в селі було 500 дворів.
| 1859 | 1900 | 1926 | 2001 |
| ---- | ---- | ---- | ---- |
| 856  | 1456 | 3531 | 1100 |
|      | ▲    | ▲    | ▼    |

### Мова
Розподіл населення за рідною мовою за даними перепису 2001 року:
| Мова       | Кількість | Відсоток |
| ---------- | --------- | -------- |
| українська | 1041      | 94.64%   |
| російська  | 55        | 5.00%    |
| білоруська | 3         | 0.27%    |
| вірменська | 1         | 0.09%    |
| Усього     | 1100      | 100%     |

## Економіка
У Кривушах нараховується 7 садівничих товариств, 15 приватних підприємств.

## Інфраструктура
У селі діє Кривушівський навчально-виховний комплекс «Загальноосвітня школа — дошкільний навчальний заклад», сільський клуб.
|                  |                  |                              |
| Кривушанська ЗОШ | Будинок культури | Пам'ятник невідомому солдату |

## Відомі люди
- Баранов Віктор Федорович — український письменник, Голова Національної спілки письменників України (з жовтня 2011 року), головний редактор літературного журналу «Київ», віце-президент Товариства «Україна-Румунія».
- Войтенко Ніна Юхимівна — педагог, Герой Соціалістичної Праці.
- Жук Віра Никанорівна — відомий український вчений-історик, краєзнавець, професор, кандидат історичних наук, заслужений працівник культури України.
- Мізюн Григорій Михайлович — український письменник, драматург.
- Андрусенко Дмитро Олександрович (1992—2014) — загинув під час АТО.